# Red Oak (Iowa)
Pour les articles homonymes, voir Red Oak.
La ville de Red Oak est le siège du comté de Montgomery, dans l’État de l’Iowa, aux États-Unis. Sa population s’élevait à 5 742 habitants lors du recensement de 2010, estimée à 5 333 habitants en 2018.

## Source
- (en) Cet article est partiellement ou en totalité issu de l’article de Wikipédia en anglais intitulé « Red Oak, Iowa » (voir la liste des auteurs).

1. ↑  (en) « Population and Housing Unit Estimates » (consulté le 14 septembre 2019)
2. ↑  (en) « Census of Population and Housing », Census.gov (consulté le 4 juin 2015)